# Tasmanocoenis tonnoiri
Tasmanocoenis tonnoiri is een haft uit de familie Caenidae. De wetenschappelijke naam van de soort is voor het eerst geldig gepubliceerd in 1931 door Lestage.
De soort komt voor in het Australaziatisch gebied.